# Wladislaw Jurjewitsch Frolow
Wladislaw Jurjewitsch Frolow (russisch Владислав Юрьевич Фролов, wiss. Transliteration Vladislav Jur'evič Frolov; * 24. Juli 1980 in Tambow) ist ein russischer Leichtathlet, der sich auf den 400-Meter-Lauf spezialisiert hat.
2006 wurde er russischer Meister über 400 Meter. Außerdem gewann er bei den Leichtathletik-Europameisterschaften 2006 in Göteborg die Silbermedaille im 400-Meter-Lauf in persönlicher Bestzeit von 45,09 s.
2007 gewann er mit der russischen 4-mal-400-Meter-Staffel bei den Leichtathletik-Halleneuropameisterschaften in Birmingham die Silbermedaille. Die russische Mannschaft hatten das Ziel zwar nur als Dritte erreicht, profitierten jedoch von der Disqualifikation der erstplatzierten deutschen Staffel. Der Deutsche Bastian Swillims hatte den russischen Schlussläufer Artjom Sergejenkow regelwidrig behindert, woraufhin der russische Verband erfolgreich Protest gegen die ursprüngliche Wertung einlegte.
Seinen vermeintlich bisher größten Erfolg feierte er 2008 mit dem Gewinn der Bronzemedaille im 4 × 400-m-Staffelrennen bei den Olympischen Spielen 2008 in Peking. Jedoch wurde 2016 bei Nachtests dem Staffelteilnehmer Denis Alexejew Doping nachgewiesen und die Staffel nachträglich disqualifiziert.
Wladislaw Frolow hat bei einer Körpergröße von 1,87 m ein Wettkampfgewicht von 79 kg.

## Bestleistungen
- 400 m: 45,09 s, 9. August 2006, Göteborg